# Twickenham
Twickenham este o suburbie din cadrul regiunii Londra Mare, Anglia, situată în sud-vestul aglomerației londoneze. Twickenham aparține din punct de vedere administrativ de burgul londonez Richmond upon Thames. 
Cartierul este cunoscut datorită Stadionului Twickenham, sediul federației engleze de Rugby și terenul de joc al Echipei naționale de rugby a Angliei. 